# Gérard Chouchan
Pour les articles homonymes, voir Chouchan.
Gérard Chouchan, né le 10 février 1934 et mort le 21 août 2022,, est un réalisateur français.

## Biographie
Il intègre la Xe promotion de l'IDHEC. Très vite il envisage de travailler dans la télévision sans penser à la case cinéma. En 1959 il commence en tant qu'assistant et travaille avec Jean Prat, Jacques Krier, et Stellio Lorenzi.
En 1964, il accède au rang de réalisateur.
Auteur engagé, il peint de multiples milieux sociaux et s'intéresse à l'intimité des gens. Il filme ainsi des personnes qui jusque-là n'étaient pas représentées par le tube cathodique. Il donne d'abord la parole aux femmes avec la série de documentaires Les Femmes aussi d'Éliane Victor où il dresse plusieurs portait féminins inhabituels pour l'époque et annonciateur de mai 68. Il sera le plus fidèle artisan de cette série. Mais son désir de retranscrire la réalité, ne s'arrête pas là. Il diversifie les groupes sociaux représentés et s'intéresse par conséquent aux paysans dans Le livre blanc : Les paysans, mais également aux ouvriers ou commerçants.
Mais Chouchan s'aperçoit très vite qu'une objectivité totale est impossible et que la réalité qu'il perçoit doit être (re)travaillée.

## Une fiction réelle
C'est à la suite du tournage d'Un couple comme les autres en 1966, que Chouchan prend conscience d'une chose : la réalité que le documentaire s'évertue à embrasser dans toute son intégrité, est influencé par une présence qui sort du réel et du quotidien, celle bien entendu de la caméra. Il lui faut donc représenter autrement, traduire le vrai par une voix différente. Ainsi, l'impossibilité d'avoir un document purement objectif induit la nécessite de scénariser.
C'est en 1968, qu'il mettra à l'épreuve le fruit de ses expériences dans Odette et la Prison. En effet, le documentaire est la résultante d'une enquête, retranscrite, jouée par une actrice.
L'objectivité documentaire passe ainsi par la subjectivité du documentaire. Et Chouchan assume pleinement cette réalité.
Plus tard, le réalisateur se tourna également vers un autre pan de cette fictionnalisation du réel. La fin de sa carrière voit donc l'attrait du réalisateur pour les films pédagogiques, enseignant l'histoire des sciences, comme des connaissances.

## Filmographie
- 1957 : En votre âme et conscience, épisode : Le testament du duc de Bourbon de  Marcel Cravenne (assistant réalisateur)
- 1958 : En votre âme et conscience, épisode : Un combat singulier ou l'Affaire Beauvallon de Jean Prat (assistant réalisateur)
- 1962 : La Tzigane et la Dactylo (Les Cinq Dernières Minutes) de Pierre Nivollet (assistant réalisateur TV)
- 1964 : Participation à la série Les Femmes aussi produite par Éliane Victor (TV)
- 1965 : Gisèle et le béton armé (TV)
- 1966 : Automne à Rieupeyroux (TV)
- 1966 : Un couple comme les autres (TV)
- 1968 : Odette et la prison (TV)
- 1970 : Histoire d'une guérison (TV)
- 1970 : Une fatigue passagère (TV)
- 1971 : Participation à la série Les Chemins de la découverte, épisode sur Albert Einstein (TV)
- 1972 : Dimanche volé (TV)
- 1972 : Albert Einstein (TV)
- 1973 : Ici peut-être
- 1974 : Darwin ou l'évangile du diable (TV)
- 1977 : Une seconde d'éternité (TV)
- 1982 : Fort comme la mort (TV)
- 1976/1982 : Cinéma 16 - 4 téléfilms : 
  - 1982 : Six jours à vivre
  - 1980 : Il me faut un million
  - 1979 : Fou comme François
  - 1976 : Au bout du compte
- 1984 : Le Fils du boulanger (TV)
- 1986 : La Guerre du cochon, d'après un scénario de Jean L'Hôte (TV)

## Documentaire
- 1995 : Itinéraire d'un enfant d'Isieu (55 min)
- 1999: Vivement lundi (52'), Quark productions